# André Dammann
Pour les articles homonymes, voir Dammann.
André Dammann (Nancy, 12 décembre 1901 - Mont Cameroun, 3 février 1951), est un militaire français, Compagnon de la Libération par décret du 9 septembre 1942. Entrepreneur en Afrique au moment du déclenchement de la Seconde Guerre mondiale, il décide de se rallier à la France Libre et combat au Moyen-Orient et en Afrique où il est plusieurs fois blessé. Il est ensuite affecté au BCRA pour le compte duquel il est parachuté en Savoie où il combat jusqu'à la fin de la guerre. Reprenant ses activités d'entrepreneur au Cameroun après le conflit, il meurt accidentellement dans un accident d'avion.

## Biographie

### Jeunesse et engagement
André Dammann naît à Nancy, en Meurthe-et-Moselle, le 12 décembre 1901. En 1926, il part pour le Cameroun. Installé en pays Bamoun, il y introduit la culture du café arabica.

### Seconde Guerre mondiale
Non mobilisé lors du déclenchement de la Seconde Guerre mondiale en septembre 1939, il se trouve encore en Afrique au moment de l'armistice du 22 juin 1940. Refusant la défaite, il quitte son poste et s'engage à 38 ans dans la légion étrangère avec laquelle il participe à la campagne du Gabon avec la légion du Cameroun. Affecté à la 13e demi-brigade de légion étrangère, il prend part à la campagne d'Érythrée en mars et avril 1941 puis à la campagne de Syrie en juin suivant.
En juin 1942, il participe à la bataille de Bir Hakeim au cours laquelle il est blessé au bras au cours d'un bombardement. Refusant de se faire évacuer, il poursuit le combat et est à nouveau blessé le 8 juin en défendant sa position contre une attaque de chars. Blessé à la main, il reste à son poste et se fait un garrot puis continue à servir son arme et parvient à détruire deux blindés ennemis. Il est blessé une troisième fois dans la nuit du 10 au 11 juin, lors de l'évacuation des troupes françaises. Promu caporal, il est hospitalisé en Syrie où il reçoit la Croix de la Libération des mains du général de Gaulle.
Il retourne au Cameroun pour une période de convalescence puis part pour Londres où il est volontaire pour les missions clandestines sur le territoire français. Promu adjudant en février 1944 puis sous-lieutenant en avril suivant, il est affecté au BCRA. En juillet 1944, il est parachuté en Savoie où il assure la liaison avec les maquis locaux. Après avoir participé à la reconstitution du 27e bataillon de chasseurs alpins, il opère dans les vallées de Maurienne et de Tarentaise et finit la guerre sur le col du Petit-Saint-Bernard.

### Après-guerre
De retour à la vie civile, il reste cependant réserviste avec le grade de capitaine. Il repart pour le Cameroun en 1946 où il dirige une exploitation forestière et préside la section locale de l'Union française des associations de combattants. André Dammann meurt le 3 février 1951 dans un accident d'avion sur les pentes du Mont Cameroun. Il est inhumé à Chelles en Seine-et-Marne après des obsèques auxquelles ont assisté les généraux Kœnig et de Larminat,.

## Décorations
|  |  |  |  |  |  |
|  |  |  |  |  |  |
|  |  |  |  |  |  |

| Chevalier de la Légion d'honneur          | Chevalier de la Légion d'honneur          | Compagnon de la Libération                                          | Compagnon de la Libération                                          | Croix de guerre 1939-1945 Avec palme   | Croix de guerre 1939-1945 Avec palme   |
| Médaille des blessés de guerre            | Médaille des blessés de guerre            | Médaille coloniale Avec agrafes "Érythrée", "Bir Hakeim" et "Libye" | Médaille coloniale Avec agrafes "Érythrée", "Bir Hakeim" et "Libye" | Military Cross (Royaume-Uni)           | Military Cross (Royaume-Uni)           |
| Distinguished Conduct Medal (Royaume-Uni) | Distinguished Conduct Medal (Royaume-Uni) | Distinguished Conduct Medal (Royaume-Uni)                           | King's Medal for Courage (Royaume-Uni)                              | King's Medal for Courage (Royaume-Uni) | King's Medal for Courage (Royaume-Uni) |